# Stany Zjednoczone na Letnich Igrzyskach Olimpijskich 1908
Stany Zjednoczone na IV Letnich Igrzyskach Olimpijskich w roku 1908 w Londynie reprezentowało 122 sportowców (sami mężczyźni) startujących w 10 dyscyplinach. Był to 4. start reprezentacji Stanów Zjednoczonych na letnich igrzyskach olimpijskich.

## Zdobyte medale
| Medal  | Zawodnik                                                                                   | Dyscyplina    | Konkurencja                                                         | Rezultat                                     |
| ------ | ------------------------------------------------------------------------------------------ | ------------- | ------------------------------------------------------------------- | -------------------------------------------- |
| Złoto  | Jay Gould                                                                                  | Jeu de paume  | mężczyźni indywidualnie                                             |                                              |
| Złoto  | Mel Sheppard                                                                               | Lekkoatletyka | bieg na 800 m mężczyzn                                              | 1:52,8 s                                     |
| Złoto  | Mel Sheppard                                                                               | Lekkoatletyka | bieg na 1500 m mężczyzn                                             | 4:03,40 s                                    |
| Złoto  | John Hayes                                                                                 | Lekkoatletyka | maraton mężczyzn                                                    | 2:55:18,4 h                                  |
| Złoto  | Forrest Smithson                                                                           | Lekkoatletyka | bieg na 110 m przez płotki mężczyzn                                 | 15,0 s                                       |
| Złoto  | Charles Bacon                                                                              | Lekkoatletyka | bieg na 400 m przez płotki mężczyzn                                 | 55,0 s                                       |
| Złoto  | William Hamilton Nathaniel Cartmell John Taylor Mel Sheppard                               | Lekkoatletyka | sztafeta mężczyzn 1600 m                                            | 3:29,40 s                                    |
| Złoto  | Harry Porter                                                                               | Lekkoatletyka | skok wzwyż mężczyzn                                                 | 1,90 m                                       |
| Złoto  | Raymond Ewry                                                                               | Lekkoatletyka | skok wzwyż z miejsca                                                | 1,57 m                                       |
| Złoto  | Alfred Gilbert                                                                             | Lekkoatletyka | skok o tyczce                                                       | 3,71 m                                       |
| Złoto  | Edward Cook                                                                                | Lekkoatletyka | skok o tyczce                                                       | 3,71 m                                       |
| Złoto  | Frank Irons                                                                                | Lekkoatletyka | skok w dal                                                          | 7,48 m                                       |
| Złoto  | Raymond Ewry                                                                               | Lekkoatletyka | skok w dal z miejsca                                                | 3,33 m                                       |
| Złoto  | Ralph Rose                                                                                 | Lekkoatletyka | pchnięcie kulą mężczyzn                                             | 14,21 m                                      |
| Złoto  | Martin Sheridan                                                                            | Lekkoatletyka | rzut dyskiem mężczyzn                                               | 40,89 m                                      |
| Złoto  | Martin Sheridan                                                                            | Lekkoatletyka | rzut dyskiem w stylu greckim mężczyzn                               | 31,5 m                                       |
| Złoto  | John Flanagan                                                                              | Lekkoatletyka | rzut młotem mężczyzn                                                | 51,92 m                                      |
| Złoto  | Charles Daniels                                                                            | Pływanie      | 100 m stylem dowolnym mężczyzn                                      | 1:05,6                                       |
| Złoto  | James Gorman Irving Calkins John Dietz Charles Axtell                                      | Strzelectwo   | pistolet dowolny 50 jardów mężczyzn drużynowo                       | 1914 pkt                                     |
| Złoto  | William Leushner William Martin Charles Winder Kellogg Casey Ivan Eastman Charles Benedict | Strzelectwo   | karabin wojskowy 200/500/600/800/900/1000 jardów mężczyzn drużynowo | 2531 pkt                                     |
| Złoto  | Walter Winans                                                                              | Strzelectwo   | runda podwójna do sylwetki jelenia mężczyzn                         | 90 pkt                                       |
| Złoto  | George Mehnert                                                                             | Zapasy        | styl wolny kategoria kogucia mężczyzn                               | w finale pokonał Brytyjczyka Williama Pressa |
| Złoto  | George Dole                                                                                | Zapasy        | styl wolny kategoria piórkowa mężczyzn                              | w finale pokonał Brytyhczyka Jamesa Slima    |
| Srebro | James Rector                                                                               | Lekkoatletyka | bieg na 100 m mężczyzn                                              | 11,0 s                                       |
| Srebro | Robert Cloughen                                                                            | Lekkoatletyka | bieg na 200 m mężczyzn                                              | 22,6 s                                       |
| Srebro | John Garrels                                                                               | Lekkoatletyka | bieg na 110 m przez płotki mężczyzn                                 | 15,7 s                                       |
| Srebro | Harry Hillman                                                                              | Lekkoatletyka | bieg na 400 m przez płotki mężczyzn                                 | 55,3 s                                       |
| Srebro | John Eisele George Bonhag Herbert Trube Gayle Dull Harvey Cohn                             | Lekkoatletyka | bieg na 3 mile mężczyzn drużynowy                                   |                                              |
| Srebro | John Biller                                                                                | Lekkoatletyka | skok wzwyż z miejsca                                                | 1,55 m                                       |
| Srebro | Daniel Kelly                                                                               | Lekkoatletyka | skok w dal                                                          | 7,09 m                                       |
| Srebro | Merritt Giffin                                                                             | Lekkoatletyka | rzut dyskiem mężczyzn                                               | 40,70 m                                      |
| Srebro | Marquis Horr                                                                               | Lekkoatletyka | rzut dyskiem w stylu greckim mężczyzn                               | 37,32 m                                      |
| Srebro | Matt McGrath                                                                               | Lekkoatletyka | rzut młotem mężczyzn                                                | 51,18 m                                      |
| Srebro | Harry Simon                                                                                | Strzelectwo   | karabin dowolny trzy pozycje 300 m mężczyzn                         | 887 pkt                                      |
| Srebro | Kellogg Casey                                                                              | Strzelectwo   | karabin dowolny 1000 jardów                                         | 93 pkt                                       |
| Brąz   | Nathaniel Cartmell                                                                         | Lekkoatletyka | bieg na 200 m mężczyzn                                              | 22,7 s                                       |
| Brąz   | Joseph Forshaw                                                                             | Lekkoatletyka | maraton mężczyzn                                                    | 2:57:10,40 h                                 |
| Brąz   | Arthur Shaw                                                                                | Lekkoatletyka | bieg na 110 m przez płotki mężczyzn                                 | 15,8 s                                       |
| Brąz   | John Eisele                                                                                | Lekkoatletyka | bieg na 3200 m z przeszkodami mężczyzn                              | 11:00,8 s                                    |
| Brąz   | Clare Jacobs                                                                               | Lekkoatletyka | skok o tyczce mężczyzn                                              | 3,58 m                                       |
| Brąz   | Martin Sheridan                                                                            | Lekkoatletyka | skok w dal z miejsca mężczyzn                                       | 3,22 m                                       |
| Brąz   | John Garrels                                                                               | Lekkoatletyka | pchnięcie kulą mężczyzn                                             | 13,18 m                                      |
| Brąz   | Marquis Horr                                                                               | Lekkoatletyka | rzut dyskiem mężczyzn                                               | 39,45 m                                      |
| Brąz   | Henry Richardson                                                                           | Łucznictwo    | runda podwójna mężczyzn                                             | 760 pkt                                      |
| Brąz   | Harry Hebner Leo Goodwin Charles Daniels Leslie Rich                                       | Pływanie      | sztafeta 4 × 200 m stylem dowolnym mężczyzn                         | 11:02,80                                     |
| Brąz   | George Gaidzik                                                                             | Skoki do wody | trampolina mężczyzn                                                 | 80,80 pkt                                    |
| Brąz   | James Gorman                                                                               | Strzelectwo   | pistolet dowolny 50 jardów mężczyzn                                 | 485 pkt                                      |

## Skład kadry

### Kolarstwo
| Konkurencja | Zawodnik       | Eliminacje                                                       | Eliminacje | Eliminacje | Półfinały | Półfinały            | Półfinały            | Finał | Finał         | Finał         | Pozycja       |
| Konkurencja | Zawodnik       | Przeciwnik                                                       | Czas       | Miejsce    | Przeciwnik | Czas                 | Miejsce              | Przeciwnik | Czas          | Miejsce       | Pozycja       |
| ----------- | -------------- | ---------------------------------------------------------------- | ---------- | ---------- | --- | -------------------- | -------------------- | --- | ------------- | ------------- | ------------- |
| 660 jardów  | George Cameron | Léon Coeckelberg                                                 | 1:05,2     | 1.         | André Auffray Daniel Flynn Ernest Payne | b.d                  | 3.                   | Nie awansował | Nie awansował | Nie awansował | Nie awansował |
| 20 km       | Louis Weintz   |                                                                  |            |            | Herbert Bouffler Kolonia Przylądkowa Frank Shore Max Triebsch Harry Young Henri Cunault Dorus Nijland Frederick Hamlin | 33:39.8              | 1.                   | Leon Meredith Benjamin Jones Clarence Kingsbury François Bonnet Arthur Denny Andrew Hansson Octave Lapize Joseph Werbrouck | b.d           | 4.            | 4.            |
| 20 km       | George Cameron |                                                                  |            |            | Benjamin Jones Alwin Boldt Kolonia Przylądkowa T.H.E. Passmore Octave Lapize Henri Baumler Johannes van Spengen W. Lower | 32:39.2              | 2.                   | Nie awansował | Nie awansował | Nie awansował | Nie awansował |
| 100 km      | Louis Weintz   |                                                                  |            |            | Gustaf Westerberg Charles Bartlett Guillaume Coeckelberg Octave Lapize Walter Andrews William Pett Charles Denny Harry Young Cesare Zanzottera Charles Avrillon H. Cunault Bruno Götze Pierre Hostein Robert Jolly Jean Madelaine Guglielmo Malatesta Hermann Martens William Morton Dorus Nijland David Noon Battista Parini T.H.E. Passmore Paul Schulze Max Triebsch Leon Meredith | Nie ukończył wyścigu | Nie ukończył wyścigu | Nie awansował | Nie awansował | Nie awansował | Nie awansował |
| Sprint      | George Cameron | Herbert Crowther Kolonia Przylądkowa Philip Freylinck G. Dreyfus | 1:29,4     | 1.         | Maurice Schilles Daniel Flynn Ernest Payne | b.d                  | 2.                   | Nie awansował | Nie awansował | Nie awansował | Nie awansował |
| Sprint      | Louis Weintz   | George Summers Paul Texier                                       | b.d        | 3.         | Nie awansował | Nie awansował        | Nie awansował        | Nie awansował | Nie awansował | Nie awansował | Nie awansował |

### Jeu de paume
| Zawodnik      | 1 runda                           | Ćwierćfinały                     | Półfinały                       | Finał Mecz o 3. miejsce           | Miejsce |
| Zawodnik      | Przeciwnik Wynik                  | Przeciwnik Wynik                 | Przeciwnik Wynik                | Przeciwnik Wynik                  | Miejsce |
| ------------- | --------------------------------- | -------------------------------- | ------------------------------- | --------------------------------- | ------- |
| Jay Gould II  |                                   | Vane Pennell W 3:0 (6:3,6:3,6:2) | Arthur Page W 3:0 (6:1,6:0,6:0) | Eustace Miles W 3:0 (6:5,6:4,6:4) | złoto   |
| Charles Sands | Eustace Miles P 0:3 (3:6,3:6,3:6) | Nie awansował                    | Nie awansował                   | Nie awansował                     | 9.      |

### Lekkoatletyka
Konkurencje biegowe
| Konkurencja             | Zawodnik                                                       | Eliminacje         | Eliminacje         | Półfinał              | Półfinał              | Finał                 | Finał                 |
| Konkurencja             | Zawodnik                                                       | Wynik              | Miejsce            | Wynik                 | Miejsce               | Wynik                 | Miejsce               |
| ----------------------- | -------------------------------------------------------------- | ------------------ | ------------------ | --------------------- | --------------------- | --------------------- | --------------------- |
| 100 m                   | Nathaniel Cartmell                                             | 11,0               | 1.                 | 11,2                  | 1.                    | 11,2                  | 4.                    |
| 100 m                   | Edgar Kiralfy                                                  | b.d                | 4.                 | Nie awansował         | Nie awansował         | Nie awansował         | Nie awansował         |
| 100 m                   | Robert Cloughen                                                | 11,0               | 1.                 | Nie satnął na starcie | Nie satnął na starcie | Nie awansował         | Nie awansował         |
| 100 m                   | William May                                                    | 11,2               | 1.                 | 11,0                  | 2.                    | Nie awansował         | Nie awansował         |
| 100 m                   | Lester Stevens                                                 | 11,2               | 1.                 | b.d                   | 4.                    | Nie awansował         | Nie awansował         |
| 100 m                   | William Hamilton                                               | 11,2               | 1.                 | Nie stanął na starcie | Nie stanął na starcie | Nie awansował         | Nie awansował         |
| 100 m                   | Harold Huff                                                    | 11,4               | 1.                 | 11,1                  | 2.                    | Nie awansował         | Nie awansował         |
| 100 m                   | Lawson Robertson                                               | 11,4               | 1.                 | 11,2                  | 2.                    | Nie awansował         | Nie awansował         |
| 100 m                   | Nathaniel Sherman                                              | 11,2               | 1.                 | 11,3                  | 2.                    | Nie awansował         | Nie awansował         |
| 100 m                   | James Rector                                                   | 10,8               | 1.                 | 10,8                  | 1.                    | 10,9                  | srebro                |
| 200 m                   | Harold Huff                                                    | 22,8               | 1.                 | 23,0                  | 3.                    | Nie awansował         | Nie awansował         |
| 200 m                   | Lawson Robertson                                               | 23,0               | 2.                 | Nie awansował         | Nie awansował         | Nie awansował         | Nie awansował         |
| 200 m                   | Nathaniel Cartmell                                             | 23,0               | 1.                 | 22,6                  | 1.                    | 22,7                  | brąz                  |
| 200 m                   | Robert Cloughen                                                | 23,4               | 1.                 | 22,6                  | 1.                    | 22,6                  | srebro                |
| 200 m                   | William Hamilton                                               | 22,4               | 1.                 | 22,7                  | 2.                    | Nie awansował         | Nie awansował         |
| 200 m                   | William May                                                    | 22,7               | 2.                 | Nie awansował         | Nie awansował         | Nie awansował         | Nie awansował         |
| 200 m                   | Nathaniel Sherman                                              | 22,8               | 1.                 | 22,9                  | 2.                    | Nie awansował         | Nie awansował         |
| 400 m                   | Paul Pilgrim                                                   | 51,4               | 2.                 | Nie awansował         | Nie awansował         | Nie awansował         | Nie awansował         |
| 400 m                   | John Taylor                                                    | 50,8               | 1.                 | 49,8                  | 1.                    | Nie stanął na starcie | Nie stanął na starcie |
| 400 m                   | William C. Robbins                                             | 50,4               | 1.                 | 49,0                  | 1.                    | Nie stanął na starcie | Nie stanął na starcie |
| 400 m                   | William Prout                                                  | 50,4               | 1.                 | b.d                   | 3.                    | Nie awansował         | Nie awansował         |
| 400 m                   | Horace Ramey                                                   | 51,0               | 1.                 | 50,5                  | 2.                    | Nie awansował         | Nie awansował         |
| 400 m                   | John Atlee                                                     | 50,4               | 1.                 | b.d                   | 3.                    | Nie awansował         | Nie awansował         |
| 400 m                   | Ned Merriam                                                    | 52,2               | 1.                 | b.d                   | 3.                    | Nie awansował         | Nie awansował         |
| 400 m                   | John Carpenter                                                 | 49,8               | 1.                 | 49,4                  | 1.                    | Dyskwalifikacja       | Dyskwalifikacja       |
| 400 m                   | Frederick de Selding                                           | 50,8               | 2.                 | Nie awansował         | Nie awansował         | Nie awansował         | Nie awansował         |
| 800 m                   | Jim Lightbody                                                  |                    |                    | b.d                   | 4.                    | Nie awansował         | Nie awansował         |
| 800 m                   | Mel Sheppard                                                   |                    |                    | 1:58,0                | 1.                    | 1:52,8                | złoto                 |
| 800 m                   | John Halstead                                                  |                    |                    | 2:01,4                | 1.                    | b.d                   | 6.                    |
| 800 m                   | Harry Coe                                                      |                    |                    | 1:58,0                | 2.                    | Nie awansował         | Nie awansował         |
| 800 m                   | Lloyd Jones                                                    |                    |                    | b.d                   | 3.                    | Nie awansował         | Nie awansował         |
| 800 m                   | Clarke Beard                                                   |                    |                    | 1:59,8                | 1.                    | Nie ukończył biegu    | Nie ukończył biegu    |
| 800 m                   | Charles French                                                 |                    |                    | Nie ukończył biegu    | Nie ukończył biegu    | Nie awansował         | Nie awansował         |
| 800 m                   | Joseph Bromilow                                                |                    |                    | 1:58,3                | 2.                    | Nie awansował         | Nie awansował         |
| 800 m                   | Horace Ramey                                                   |                    |                    | Nie ukończył biegu    | Nie ukończył biegu    | Nie awansował         | Nie awansował         |
| 800 m                   | Francis Sheehan                                                |                    |                    | b.d                   | 4.                    | Nie awansował         | Nie awansował         |
| 1500 m                  | James Sullivan                                                 |                    |                    | 4:07,6                | 1.                    | Nie ukończył biegu    | Nie ukończył biegu    |
| 1500 m                  | Jim Lightbody                                                  |                    |                    | 4:08,6                | 2.                    | Nie awansował         | Nie awansował         |
| 1500 m                  | Mel Sheppard                                                   |                    |                    | 4:05,0                | 1.                    | 4:03,4                | złoto                 |
| 1500 m                  | John Halstead                                                  |                    |                    | 4:05,6                | 2.                    | Nie awansował         | Nie awansował         |
| 1500 m                  | Frank Riley                                                    |                    |                    | Nie ukończył biegu    | Nie ukończył biegu    | Nie awansował         | Nie awansował         |
| 1500 m                  | Harry Coe                                                      |                    |                    | 4:09,2                | 2.                    | Nie awansował         | Nie awansował         |
| 110 m przez płotki      | John Garrels                                                   | 16,2               | 1.                 | 15,8                  | 1.                    | 15,7                  | srebro                |
| 110 m przez płotki      | William Rand                                                   | 15,8               | 1.                 | 15,8                  | 1.                    | 16,0                  | 4.                    |
| 110 m przez płotki      | Forrest Smithson                                               | 15,8               | 1.                 | 15,4                  | 1.                    | 15,0                  | złoto                 |
| 110 m przez płotki      | Leonard Howe                                                   | 15,8               | 1.                 | 15,8                  | 3.                    | Nie awansował         | Nie awansował         |
| 110 m przez płotki      | Arthur Shaw                                                    | Walkower           | Walkower           | 15,6                  | 1.                    | 15,8                  | brąz                  |
| 400 m przez płotki      | Harry Coe                                                      | 58,8               | 1.                 | 57,0                  | 2.                    | Nie awansował         | Nie awansował         |
| 400 m przez płotki      | Charles Bacon                                                  | 57,0               | 1.                 | 58,8                  | 1.                    | 55,0                  | złoto                 |
| 400 m przez płotki      | Harry Hillman                                                  | 59,2               | 1.                 | 56,4                  | 1.                    | 55,3                  | srebro                |
| 3200 m przez przeszkody | John Eisele                                                    | 11:13,6            | 1.                 |                       |                       | 11:00,8               | brąz                  |
| 3200 m przez przeszkody | Edward Carr                                                    | Nie ukończył biegu | Nie ukończył biegu |                       |                       | Nie awansował         | Nie awansował         |
| 3200 m przez przeszkody | Gayle Dull                                                     | 11:50,0            | 2.                 |                       |                       | Nie awansował         | Nie awansował         |
| 3200 m przez przeszkody | George Bonhag                                                  | Nie ukończył biegu | Nie ukończył biegu |                       |                       | Nie awansował         | Nie awansował         |
| 3200 m przez przeszkody | Charles Hall                                                   | b.d                | 4.                 |                       |                       | Nie awansował         | Nie awansował         |
| 3200 m przez przeszkody | Roland Spitzer                                                 | b.d                | 3.                 |                       |                       | Nie awansował         | Nie awansował         |
| 3200 m przez przeszkody | Jim Lightbody                                                  | 11:41,0            | 2.                 |                       |                       | Nie awansował         | Nie awansował         |
| sztafeta olimpijska     | William Hamilton Nathaniel Cartmell John Taylor Mel Sheppard   | 3:27,2             | 1.                 |                       |                       | 3:29,4                | złoto                 |
| 3 mile drużynowo        | John Eisele Herbert Trube George Bonhag Gayle Dull Harvey Conn | 10 pkt             | 1.                 |                       |                       | 19 pkt                | srebro                |
| 5 mil                   | Frederick Bellars                                              | 26:45,0            | 2.                 |                       |                       | b.d                   | 8.                    |
| 5 mil                   | Herbert Trube                                                  | Nie ukończył biegu | Nie ukończył biegu |                       |                       | Nie awansował         | Nie awansował         |
| 5 mil                   | Charles Hall                                                   | 28:24,0            | 4.                 |                       |                       | Nie awansował         | Nie awansował         |
| 5 mil                   | Edward Carr                                                    | 27:24,4            | 2.                 |                       |                       | Nie awansował         | Nie awansował         |
| maraton                 | Lewis Tewanima                                                 |                    |                    |                       |                       | 3:09:15,0             | 9.                    |
| maraton                 | Johnny Hayes                                                   |                    |                    |                       |                       | 2:55:18,4             | złoto                 |
| maraton                 | Joseph Forshaw                                                 |                    |                    |                       |                       | 2:57:10,4             | brąz                  |
| maraton                 | Alton Welton                                                   |                    |                    |                       |                       | 2:59:44,4             | 4.                    |
| maraton                 | Sidney Hatch                                                   |                    |                    |                       |                       | 3:17:52,4             | 14.                   |
| maraton                 | Tom Morrissey                                                  |                    |                    |                       |                       | Nie ukończył biegu    | Nie ukończył biegu    |
| maraton                 | Michael Ryan                                                   |                    |                    |                       |                       | Nie ukończył biegu    | Nie ukończył biegu    |
| maraton                 | James J. Lee                                                   |                    |                    |                       |                       | Nie stanął na starcie | Nie stanął na starcie |
| maraton                 | Frederick Lorz                                                 |                    |                    |                       |                       | Nie stanął na starcie | Nie stanął na starcie |
| maraton                 | James W. O’Mara                                                |                    |                    |                       |                       | Nie stanął na starcie | Nie stanął na starcie |
| maraton                 | Alexander Thibeau                                              |                    |                    |                       |                       | Nie stanął na starcie | Nie stanął na starcie |
| maraton                 | W. Wood                                                        |                    |                    |                       |                       | Nie stanął na starcie | Nie stanął na starcie |

Konkurencje techniczne
| Zawodnik               | Konkurencja          | Finał | Finał   |
| Zawodnik               | Konkurencja          | Wynik | Miejsce |
| ---------------------- | -------------------- | ----- | ------- |
| Frank Irons            | skok w dal           | 7,48  | złoto   |
| Daniel Kelly           | skok w dal           | 7,09  | srebro  |
| Edward Cook            | skok w dal           | 6,97  | 4.      |
| John Brennan           | skok w dal           | 6,86  | 5.      |
| Frank Mount Pleasant   | skok w dal           | 6,82  | 7.      |
| Sam Bellah             | skok w dal           | 6,64  | 12.     |
| John O’Connell         | skok w dal           | b.d   | 21.     |
| Platt Adams            | trójskok             | 14,07 | 5.      |
| Frank Mount Pleasant   | trójskok             | 13,97 | 6.      |
| John Brennan           | trójskok             | 13,59 | 8.      |
| Martin Sheridan        | trójskok             | 13,42 | 9.      |
| Frank Irons            | trójskok             | 12,67 | 16.     |
| Sam Bellah             | trójskok             | 12,55 | 17.     |
| Nathaniel Sherman      | trójskok             | b.d   | 18.     |
| Harry Porter           | skok wzwyż           | 1,90  | złoto   |
| Herbert Gidney         | skok wzwyż           | 1,85  | 5.      |
| Tom Moffitt            | skok wzwyż           | 1,85  | 5.      |
| Neil Patterson         | skok wzwyż           | 1,83  | 7.      |
| Edward Cook            | skok o tyczce        | 3,71  | złoto   |
| Alfred Carlton Gilbert | skok o tyczce        | 3,71  | złoto   |
| Clare Jacobs           | skok o tyczce        | 3,58  | brąz    |
| Sam Bellah             | skok o tyczce        | 3,50  | 6.      |
| Thomas Jackson         | skok o tyczce        | 3,05  | 12.     |
| Ray Ewry               | skok w dal z miejsca | 3,33  | złoto   |
| Martin Sheridan        | skok w dal z miejsca | 3,23  | brąz    |
| John Biller            | skok w dal z miejsca | 3,21  | 4.      |
| Platt Adams            | skok w dal z miejsca | 3,11  | 6.      |
| Frank Holmes           | skok w dal z miejsca | 3,11  | 6.      |
| Frank Irons            | skok w dal z miejsca | b.d   | 8.      |
| Sigmund Muenz          | skok w dal z miejsca | b.d   | 8.      |
| Ray Ewry               | skok wzwyż z miejsca | 1,57  | złoto   |
| John Biller            | skok wzwyż z miejsca | 1,55  | srebro  |
| Frank Holmes           | skok wzwyż z miejsca | 1,52  | 4.      |
| Platt Adams            | skok wzwyż z miejsca | 1,47  | 5.      |
| Frank Irons            | skok wzwyż z miejsca | 1,42  | 8.      |
| Martin Sheridan        | skok wzwyż z miejsca | 1,37  | 15.     |
| Lawson Robertson       | skok wzwyż z miejsca | b.d   | 19.     |
| Ralph Rose             | pchnięcie kulą       | 14,21 | złoto   |
| John Garrels           | pchnięcie kulą       | 13,18 | brąz    |
| Wesley Coe             | pchnięcie kulą       | 13,07 | 4.      |
| Marquis Horr           | pchnięcie kulą       | 12,83 | 6.      |
| Lee Talbott            | pchnięcie kulą       | 11,63 | 8.      |
| Wilbur Burroughs       | pchnięcie kulą       | b.d   | 9.      |
| Martin Sheridan        | pchnięcie kulą       | b.d   | 9.      |
| Martin Sheridan        | rzut dyskiem         | 40,89 | złoto   |
| Merritt Giffin         | rzut dyskiem         | 40,70 | srebro  |
| Marquis Horr           | rzut dyskiem         | 39,45 | brąz    |
| Arthur Dearborn        | rzut dyskiem         | 38,52 | 5.      |
| Lee Talbott            | rzut dyskiem         | 38,40 | 6.      |
| John Flanagan          | rzut dyskiem         | 37,80 | 9.      |
| Wilbur Burroughs       | rzut dyskiem         | 37,43 | 10.     |
| Platt Adams            | rzut dyskiem         | b.d   | 12.     |
| John Garrels           | rzut dyskiem         | b.d   | 12.     |
| Simon Gillis           | rzut dyskiem         | b.d   | 12.     |
| John Flanagan          | rzut młotem          | 51,92 | złoto   |
| Matt McGrath           | rzut młotem          | 51,18 | srebro  |
| Lee Talbott            | rzut młotem          | 47,86 | 5.      |
| Marquis Horr           | rzut młotem          | 46,94 | 6.      |
| Simon Gillis           | rzut młotem          | 45,59 | 7.      |
| Benjamin Sherman       | rzut młotem          | b.d   | 10.     |
| Martin Sheridan        | rzut dyskiem greckim | 37,99 | złoto   |
| Marquis Horr           | rzut dyskiem greckim | 37,32 | srebro  |
| Arthur Dearborn        | rzut dyskiem greckim | 35,65 | 4.      |
| Wilbur Burroughs       | rzut dyskiem greckim | 32,81 | 8.      |
| Platt Adams            | rzut dyskiem greckim | b.d   | 11.     |
| John Garrels           | rzut dyskiem greckim | b.d   | 11.     |

### Łucznictwo
| Zawodnik            | Konkurencja                  | Finał | Finał   |
| Zawodnik            | Konkurencja                  | Wynik | Miejsce |
| ------------------- | ---------------------------- | ----- | ------- |
| Henry B. Richardson | runda podwójna mężczyzn      | 760   | brąz    |
| Henry B. Richardson | runda kontynentalna mężczyzn | 171   | 15.     |

### Łyżwiarstwo figurowe
| Zawodnik      | Konkurencja | Wynik | Pozycja |
| ------------- | ----------- | ----- | ------- |
| Irving Brokaw | Soliści     | 232,0 | 6.      |

### Pływanie
| Zawodnik                                             | Konkurencja        | Eliminacje | Eliminacje | Półfinał      | Półfinał      | Finał         | Finał         |
| Zawodnik                                             | Konkurencja        | Czas       | Miejsce    | Czas          | Miejsce       | Czas          | Miejsce       |
| ---------------------------------------------------- | ------------------ | ---------- | ---------- | ------------- | ------------- | ------------- | ------------- |
| Conrad Trubenbach                                    | 100 m dowolnym     | b.d        | 3.         | Nie awansował | Nie awansował | Nie awansował | Nie awansował |
| Robert Foster                                        | 100 m dowolnym     | b.d        | 3.         | Nie awansował | Nie awansował | Nie awansował | Nie awansował |
| Charles Daniels                                      | 100 m dowolnym     | 1:05,8     | 1.         | 1:10,2        | 1.            | 1:05,6        | złoto         |
| Harry Hebner                                         | 100 m dowolnym     | 1:11,0     | 1.         | 1:11,8        | 3.            | Nie awansował | Nie awansował |
| Leslie Rich                                          | 100 m dowolnym     | 1:14,6     | 1.         | 1:10,8        | 2.            | b.d           | 4.            |
| Leo Goodwin                                          | 400 m dowolnym     | b.d        | 3.         | Nie awansował | Nie awansował | Nie awansował | Nie awansował |
| Conrad Trubenbach                                    | 400 m dowolnym     | b.d        | 3.         | Nie awansował | Nie awansował | Nie awansował | Nie awansował |
| James Green                                          | 1500 m dowolnym    | 28:09,0    | 2.         | Nie awansował | Nie awansował | Nie awansował | Nie awansował |
| Augustus Goessling                                   | 100 m grzbietowym  | 1:29,0     | 2.         | Nie awansował | Nie awansował | Nie awansował | Nie awansował |
| Augustus Goessling                                   | 200 m klasycznym   | b.d        | 3.         | Nie awansował | Nie awansował | Nie awansował | Nie awansował |
| Harry Hebner Leo Goodwin Charles Daniels Leslie Rich | 4 × 200 m dowolnym |            |            | 11:01,4       | 2.            | 11:02,8       | brąz          |

### Przeciąganie liny
| - Wilbur Burroughs - Wesley Coe - Arthur Dearborn - John Flanagan |  | - Marquis Horr - Matt McGrath - Ralph Rose - Lee Talbott |

Reprezentanci Stanów Zjednoczonych zajęli 5. miejsce.

### Skoki do wody
| Konkurencja    | Zawodnik       | Eliminacje | Eliminacje | Półfinał      | Półfinał      | Finał         | Finał         |
| Konkurencja    | Zawodnik       | Wynik      | Pozycja    | Wynik         | Pozycja       | Wynik         | Pozycja       |
| -------------- | -------------- | ---------- | ---------- | ------------- | ------------- | ------------- | ------------- |
| trampolina 3 m | George Gaidzik | 82,8       | 1.         | 85,6          | 1.            | 80,8          | brąz          |
| trampolina 3 m | Harold Grote   | 79,5       | 2.         | 74,5          | 5.            | Nie awansował | Nie awansował |
| wieża 10 m     | George Gaidzik | 81,8       | 1.         | 61,0          | 3.            | 56,30         | 5.            |
| wieża 10 m     | Harold Grote   | 62,8       | 3.         | Nie awansował | Nie awansował | Nie awansował | Nie awansował |

### Strzelectwo
| Konkurencja                            | Zawodnik                                                                                   | Finał | Finał   |
| Konkurencja                            | Zawodnik                                                                                   | Wynik | Pozycja |
| -------------------------------------- | ------------------------------------------------------------------------------------------ | ----- | ------- |
| karabin dowolny 1000 jardów            | Kellogg Casey                                                                              | 93    | srebro  |
| karabin dowolny 1000 jardów            | William Leushner                                                                           | 89    | 11.     |
| karabin dowolny 1000 jardów            | Charles Benedict                                                                           | 88    | 13.     |
| karabin dowolny 1000 jardów            | Ivan Eastman                                                                               | 88    | 13.     |
| karabin dowolny 1000 jardów            | Charles Jeffers                                                                            | 88    | 13.     |
| karabin dowolny 1000 jardów            | Charles Winder                                                                             | 87    | 16.     |
| karabin dowolny 1000 jardów            | Harry Simon                                                                                | 86    | 19.     |
| karabin dowolny 1000 jardów            | Edward Greene                                                                              | 84    | 24.     |
| karabin dowolny 1000 jardów            | John Hession                                                                               | 84    | 24.     |
| karabin dowolny 3 pozycje              | Harry Simon                                                                                | 887   | srebro  |
| karabin dowolny 3 pozycje              | Edward Greene                                                                              | 792   | 16.     |
| karabin dowolny 3 pozycje              | John Hession                                                                               | 746   | 29.     |
| karabin wojskowy drużynowo             | William Leushner William Martin Charles Winder Kellogg Casey Ivan Eastman Charles Benedict | 2531  | złoto   |
| karabin małokalibrowy ruchoma tarcza   | Walter Winans                                                                              | 13    | 10.     |
| karabin małokalibrowy znikająca tarcza | Walter Winans                                                                              | 30    | 19.     |
| runda pojedyncza – sylwetka jelenia    | Walter Winans                                                                              | 21    | 6.      |
| runda podwójna – sylwetka jelenia      | Walter Winans                                                                              | 46    | złoto   |
| pistolet dowolny indywidualnie         | James Gorman                                                                               | 485   | brąz    |
| pistolet dowolny indywidualnie         | Charles Axtell                                                                             | 480   | 4.      |
| pistolet dowolny indywidualnie         | Irving Calkins                                                                             | 457   | 8.      |
| pistolet dowolny indywidualnie         | John Dietz                                                                                 | 455   | 9.      |
| pistolet dowolny indywidualnie         | Thomas LeBoutillier                                                                        | 436   | 19.     |
| pistolet dowolny indywidualnie         | Reginald Sayre                                                                             | 430   | 21.     |
| pistolet dowolny indywidualnie         | Walter Winans                                                                              | 368   | 38.     |
| pistolet dowolny drużynowo             | James Gorman Irving Calkins John Dietz Charles Axtell                                      | 1914  | złoto   |

### Zapasy
| Konkurencja              | Zawodnik       | 1/16 finału      | 1/8 finału        | Ćwierćfinał      | Półfinały        | Finał            | Miejsce |
| Konkurencja              | Zawodnik       | Przeciwnik Wynik | Przeciwnik Wynik  | Przeciwnik Wynik | Przeciwnik Wynik | Przeciwnik Wynik | Miejsce |
| ------------------------ | -------------- | ---------------- | ----------------- | ---------------- | ---------------- | ---------------- | ------- |
| styl wolny waga kogucia  | George Mehnert |                  | wolny los         | Harry Sprenger W | Aubert Côté W    | William Press W  | złoto   |
| styl wolny waga piórkowa | George Dole    |                  | Percy Cockings W  | James Webster W  | William McKie W  | James Slim W     | złoto   |
| styl wolny waga lekka    | John Krug      |                  | John Hoy W        | William Wood p   | Nie awansował    | Nie awansował    | 5.      |
| styl wolny waga średnia  | John Craige    |                  | wolny los         | Carl Andersson p | Nie awansował    | Nie awansował    | 5.      |
| styl wolny waga średnia  | Fred Narganes  |                  | wolny los         | Frederick Beck p | Nie awansował    | Nie awansował    | 5.      |
| styl wolny waga ciężka   | Lee Talbott    |                  | Con O’Kelly Sr. p | Nie awansował    | Nie awansował    | Nie awansował    | 9.      |